# Zárez Stravného potoka
Zárez Stravného potoka je přírodní památka v oblasti Prešov.
Nachází se v katastrálním území obce Pavlovce v okrese Vranov nad Topľou v Prešovském kraji. Území bylo vyhlášeno v roce 1994 na rozloze 4,0468 ha. Ochranné pásmo nebylo stanoveno.